# Antonio Avati
Antonio Avati (Bologna, 9 giugno 1946) è uno sceneggiatore e produttore cinematografico italiano, fratello minore del regista Pupi Avati.

## Biografia
Ha prodotto tutti i film del fratello. Ai David di Donatello 1982 ha vinto, assieme a Gianni Minervini, il David di Donatello per il miglior produttore con il film Fuori stagione. Nel 1984 ha vinto assieme al fratello il Nastro d'argento per il miglior soggetto originale con il film Una gita scolastica. Nel 1997, assieme al fratello e ad Aurelio De Laurentiis, ha vinto il Nastro d'argento per il miglior produttore italiano con il film Festival. Insieme al fratello ha anche scritto il romanzo La via degli angeli, da cui poi i due hanno tratto il film omonimo col quale nel 2000 hanno vinto il premio per la miglior sceneggiatura al Montreal World Film Festival.

## Filmografia

### Produttore
- Bordella (1976)
- La casa dalle finestre che ridono (1976)
- Tutti defunti... tranne i morti (1977)
- Berlinguer ti voglio bene (1977)
- Le strelle nel fosso (1979)
- Un dramma borghese (1979)
- Macabro (1980)
- La baraonda - Passioni popolari (1980)
- Aiutami a sognare (1981)
- Fuori stagione (1982)
- Zeder (1983)
- Una gita scolastica (1983)
- Noi tre (1984)
- Impiegati (1985)
- Festa di laurea (1985)
- Regalo di Natale (1986)
- Una domenica sì (1986)
- Ultimo minuto (1987)
- Sposi (1987)
- Storia di ragazzi e di ragazze (1989)
- Dove comincia la notte (1991)
- Bix (1991)
- Un amore americano (1991)
- Fratelli e sorelle (1992)
- Magnificat (1993)
- Dichiarazioni d'amore (1994)
- La stanza accanto (1994)
- L'amico d'infanzia (1994)
- Io e il re (1995)
- L'arcano incantatore (1996)
- Il sindaco (1996)
- Festival (1996)
- Ti amo Maria (1996)
- Il più lungo giorno (1997)
- Il testimone dello sposo (1998)
- La prima volta (1999)
- La via degli angeli (1999)
- I cavalieri che fecero l'impresa (2001)
- Il cuore altrove (2003)
- La rivincita di Natale (2004)
- Ma quando arrivano le ragazze? (2005)
- La seconda notte di nozze (2005)
- La cena per farli conoscere (2006)
- Il nascondiglio (2007)
- Il papà di Giovanna (2008)
- Gli amici del bar Margherita (2009)
- Il figlio più piccolo (2010)
- Una sconfinata giovinezza (2010)
- Se sei così ti dico sì (2011)
- Il cuore grande delle ragazze (2011)
- Un ragazzo d'oro (2014)
- Il signor Diavolo (2019)
- Lei mi parla ancora (2021)
- Dante (2022)
- La quattordicesima domenica del tempo ordinario (2023)
- L'orto americano (2024)

#### Regia
- Kolossal - I magnifici Macisti (1977)
- Sposi – primo episodio (1987)

#### Televisione
- Jazz band – miniserie TV (1978)
- Cinema!!! – miniserie TV (1979)
- Dancing Paradise – miniserie TV (1982)
- Accadde a Bologna – documentario (1983)
- Hamburger Serenade – show TV (1986)
- Gli industriosi della domenica – Docufilm realizzato in occasione del 150ºanniversario della Cassa di Risparmio di Bologna (1987)
- È proibito ballare – serie TV (1989)
- T'amo Tv – show TV (1993)
- Voci notturne – miniserie TV (1995)
- Il bambino cattivo – film TV (2013)
- Un matrimonio – miniserie TV (2013)
- Un viaggio di cento anni – docufiction (2015)
- Con il sole negli occhi – film TV (2015)
- Le nozze di Laura – film TV (2015)
- Il fulgore di Dony – film TV (2018)
- Nato il sei ottobre, regia di Pupi Avati – docufilm (2024)